# Caleb B. Smith

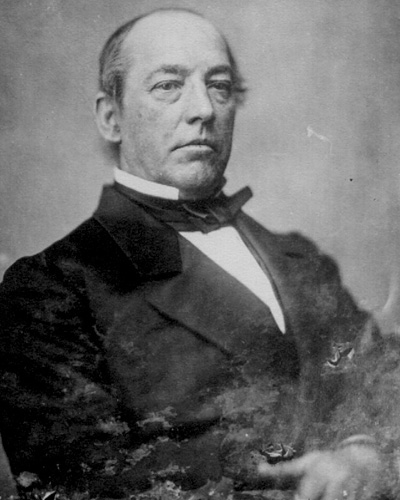
Caleb Blood Smith

Caleb Blood Smith, född 16 april 1808 i Boston, död 7 januari 1864 i Indianapolis, var en amerikansk politiker, jurist och publicist. Han var ledamot av USA:s representanthus från delstaten Indiana 1843-1849. Han tjänstgjorde som USA:s inrikesminister under president Abraham Lincoln 1861-1862.
Smith studerade vid Cincinnati College (numera University of Cincinnati) och Miami University i Ohio. Han studerade sedan juridik och inledde 1828 sin karriär som advokat i Indiana. Han grundade 1832 tidningen Indiana Sentinel. Han gick med i whigpartiet och blev invald i USA:s representanthus i kongressvalet 1842. Han omvaldes två gånger och efterträddes 1849 som kongressledamot av George Washington Julian. Smith bytte senare parti till republikanerna och stödde Lincoln i presidentvalet i USA 1860.
Smith tillträdde som inrikesminister i Regeringen Lincoln den 5 mars 1861. Företrädaren Jacob Thompson hade avgått i januari 1861 för att visa sitt stöd åt sydstaterna. Smiths hälsa försämrades och han avgick den 31 december 1862. Följande dag, på nyårsdagen 1863, tillträdde en annan Indianapolitiker, John Palmer Usher, ämbetet som inrikesminister. Smith tjänstgjorde sedan som domare i Indiana och avled i januari 1864.